# Сборная ОАЭ по пляжному футболу
Сборная ОАЭ по пляжному футболу (араб. منتخب الإمارات العربية المتحدة لكرة القدم الشاطئية‎) — национальная команда, которая представляет Объединённые Арабские Эмираты на международных соревновательных дисциплинах по пляжному футболу. Управляется Ассоциацией футбола ОАЭ. Сборная ОАЭ 7 раз участвовала в чемпионатах мира, но ни разу не преодолевала групповой этап. В 2024 году команда выступит на домашнем чемпионате мира, который во второй раз в истории состоится в Дубае, столице ОАЭ.
По состоянию на ноябрь 2023 года ОАЭ в мировом рейтинге пляжного футбола занимает 8 место.

## История
Впервые на международном уровне сборная ОАЭ выступила в 2001 году на Интерконтинентальном кубке, который состоялся в Дубае. Команда по итогам турнира заняла предпоследнее пятое место, опередив сборную Англии. Дебют на чемпионате мира ОАЭ состоялся в 2007 году. Тогда в своей группе команда уступила Аргентине, Франции и Нигерии, что не позволило ей выйти в следующий раунд. В общей сложности ОАЭ 7 раз играли на мундиале, но ни разу не не преодолевали групповой этап.
ОАЭ участвовали в 9 из 10 розыгрышей Кубка Азии, где дважды занимали первое место (2007, 2008), дважды финишировал с серебряными наградами (2017, 2019) и один раз оставались с бронзой (2013). На Межконтинентальном кубке, который всегда проводился в Дубае, команда трижды занимала третье место (2012, 2013, 2019). Кроме того, ОАЭ имеет в своём активе бронзу Арабского кубка (2008, 2010) и полный комплект медалей Пляжных Азиатских играх (золото — 2010, серебро — 2008, бронза — 2014). В 2019 году команда приняла участие во Всемирных пляжных игр, но не смогла преодолеть групповой этап.
В 2023 году ОАЭ были приглашены на Игры стран СНГ и Кубок Наций, где не добилась существенных результатов. Лучшим выступлением команды в этом году стали третьи места на Кубке Неома и победа в квалификации на Всемирные пляжные игры ANOC.
С февраля 2022 года главным тренером сборной является испанец Рамиро Амарелле.

## Состав
Состав сборной ОАЭ для участия в чемпионате мира по пляжному футболу 2024 года в ОАЭ, объявленный в феврале 2024 года главным тренером Виктором Васкесом.
| №  | Амплуа                  | Игрок | Дата рождения / возраст | Клуб           |
| -- | ----------------------- | ----- | ----------------------- | -------------- |
| 1  | Мохамад Хамза Альмаазми | Вр    | 7.09.1988, 35 лет       | Шабаб Аль-Ахли |
| 2  | Хайтам                  | Защ   | 21.06.1980, 43 года     | без клуба      |
| 3  | Ахмед Бешр              | Защ   | 11.02.1989, 35 лет      | без клуба      |
| 4  | Валид Бешр              | Защ   | 29.05.1991, 32 года     | без клуба      |
| 5  | Аббас                   | Нап   | 25.01.1989, 35 лет      | без клуба      |
| 6  | Камаль Альблуши         | Нап   | 07.05.1989, 34 года     | без клуба      |
| 7  | Ахмед Малахи            | Уни   | 29.04.1991, 32 года     | без клуба      |
| 8  | Али                     | Нап   | 19.08.1996, 27 лет      | без клуба      |
| 9  | А.Аббас                 | Нап   | 04.04.1994, 29 лет      | без клуба      |
| 10 | Валид Мохаммади         | Нап   | 01.04.1984, 39 лет      | без клуба      |
| 11 | Рашед                   | Нап   | 21.01.1993, 31 год      | без клуба      |
| 12 | Хумаид                  | Вр    | 15.08.1989, 34 года     | Шабаб Аль-Ахли |

## Достижения
Кубок Азии по пляжному футболу
- Первое место (2): 2007, 2008
- Второе место (2): 2017, 2019
- Третье место: 2013

## Статистика

### Чемпионат мира
| Год            | Раунд                  | Место                  | И                      | В                      | П                      | ГЗ                     | ГП                     |
| -------------- | ---------------------- | ---------------------- | ---------------------- | ---------------------- | ---------------------- | ---------------------- | ---------------------- |
| с 1995 по 2005 | Не участвовала         | Не участвовала         | Не участвовала         | Не участвовала         | Не участвовала         | Не участвовала         | Не участвовала         |
| 2006           | не прошла квалификацию | не прошла квалификацию | не прошла квалификацию | не прошла квалификацию | не прошла квалификацию | не прошла квалификацию | не прошла квалификацию |
| 2007           | Групповой этап         | 14 место               | 3                      | 0                      | 3                      | 13                     | 16                     |
| 2008           | Групповой этап         | 10 место               | 3                      | 1                      | 2                      | 12                     | 14                     |
| 2009           | Групповой этап         | 10 место               | 3                      | 1                      | 2                      | 12                     | 12                     |
| 2011           |                        |                        |                        |                        |                        |                        |                        |
| 2013           | Групповой этап         | 15 место               | 3                      | 0                      | 3                      | 8                      | 14                     |
| 2015           |                        |                        |                        |                        |                        |                        |                        |
| 2017           | Групповой этап         | 9 место                | 3                      | 2                      | 1                      | 6                      | 6                      |
| 2019           | Групповой этап         | 12 место               | 3                      | 1                      | 2                      | 6                      | 9                      |
| 2021           | Групповой этап         | 13 место               | 3                      | 1                      | 2                      | 9                      | 12                     |
| 2024           |                        |                        |                        |                        |                        |                        |                        |
| 2025           |                        |                        |                        |                        |                        |                        |                        |
| Всего          | 8/23                   | 8/23                   | 21                     | 6                      | 15                     | 66                     | 83                     |

### Кубок Азии
| Год   | Раунд           | Место          | И              | В              | П              | ГЗ             | ГП             |
| ----- | --------------- | -------------- | -------------- | -------------- | -------------- | -------------- | -------------- |
| 2006  | Групповой этап  | 5 место        | 2              | 0              | 2              | 7              | 11             |
| 2007  | Финал           | Победитель     | 4              | 4              | 0              | 21             | 10             |
| 2008  | Финал           | Победитель     | 4              | 4              | 0              | 18             | 6              |
| 2009  | не участвовала  | не участвовала | не участвовала | не участвовала | не участвовала | не участвовала | не участвовала |
| 2011  | Матч за 3 место | 4 место        | 6              | 4              | 2              | 20             | 12             |
| 2013  | Матч за 3 место | 3 место        | 5              | 4              | 1              | 23             | 11             |
| 2015  | Матч за 5 место | 5 место        | 5              | 3              | 2              | 20             | 19             |
| 2017  | Финал           | 2 место        | 5              | 4              | 1              | 25             | 16             |
| 2019  | Финал           | 2 место        | 5              | 5              | 1              | 28             | 10             |
| 2023  | Матч за 3 место | 4 место        | 6              | 3              | 3              | 18             | 21             |
| Всего | Всего           | 9/10           | 42             | 31             | 12             | 180            | 116            |